# 日本最長距離ステークス
日本最長距離ステークス（にほん<にっぽん>さいちょうきょりステークス）とはかつて中山競馬場で行われていた中央競馬の準オープンクラスの競走である。外回りを1周後、内回りを1周する芝コースの4000メートル競走。

## 概要
施行当時の関東圏の中央競馬においては数少ない条件クラスの長距離戦であった。ハンデキャップ競走であったが出走馬は集まらず、多くの年は少頭数で行われた。
1974年の競走ではチャイナロック産駒のキクオーカンが4分15秒6のレコードタイムを記録したが翌1975年は一転して調教タイムのような凡戦でレースそのものの存在に対する物議を醸すこととなり、同年を最後に廃止された。
本競走の廃止により、平地競走で最長距離である競走は同じく中山競馬場で行われているステイヤーズステークス（芝3600メートル）となる。なお中山競馬場では第二次世界大戦前にも中山四千米（当記事と同じ中山4000mコース）が施行されていた。

## 歴代優勝馬
| 施行日         | 優勝馬             | 性齢 | タイム | 優勝騎手 | 管理調教師 |
| -------------- | ------------------ | ---- | ------ | -------- | ---------- |
| 1968年12月22日 | スズホマレ         | 牡4  | 4:34.3 | 増沢末夫 | 森末之助   |
| 1969年12月21日 | コンチネンタル     | 牡3  | 4:29.5 | 津田昭   | 野平富久   |
| 1970年12月20日 | ウエルテン         | 牝4  | 4:18.9 | 野平祐二 | 野平富久   |
| 1971年5月2日   | クリラック         | 牝5  | 4:23.3 | 野平祐二 | 吉野勇     |
| 1972年5月28日  | マルノスター       | 牡5  | 4:23.4 | 東信二   | 二本柳俊夫 |
| 1973年3月4日   | ヒロキャプテン     | 牡4  | 4:27.4 | 大崎昭一 | 久保田彦之 |
| 1974年3月3日   | キクオーカン       | 牡6  | 4:15.6 | 加賀武見 | 阿部正太郎 |
| 1975年3月1日   | ホワイトフォンテン | 牡5  | 4:46.1 | 蛯沢誠治 | 大久保勝之 |

- 優勝馬の馬齢は現表記。